# 1258 Сицилія
1258 Сицилія (1258 Sicilia) — астероїд головного поясу, відкритий 8 серпня 1932 року.
Тіссеранів параметр щодо Юпітера — 3,184.
Названо на честь найбільшого острова Середземного моря Сицилія, області в Італії, що має особливий статус.